# Autoridade heráldica
Uma autoridade heráldica é definida como um escritório ou instituição estabelecida por um monarca em exercício ou por um governo para lidar com a heráldica no país em questão. Não inclui sociedades privadas ou empresas que projetam e/ou registram brasões.

## Europa

O Lord Lyon Arms of Arms é um oficial responsável pela regulamentação da heráldica na Escócia, emitindo novas concessões de armas e atuando como juiz da Corte do Lord Lyon, a mais antiga corte heráldica do mundo que ainda está em operação diária.

O College of Arms é o escritório que regula a heráldica na Inglaterra, País de Gales e Irlanda do Norte. Foi fundada em 1484 pelo rei Ricardo III e é um órgão corporativo privado ao qual é delegada autoridade heráldica pelo monarca britânico.

### Bélgica
- O Conselho da Nobreza (1844-presente) - concede armas à nobreza em toda a Bélgica [1] e armas municipais na Comunidade de Língua Alemã da Bélgica.
- Vlaamse Heraldische Raad [1] ( Conselho Heráldico Flamengo ) (1984 até o presente) - supervisiona e aconselha o governo flamengo quanto à concessão de armas pessoais, oficiais, municipais e corporativas não nobres na Comunidade flamenga da Bélgica.
- Conselho de Herança e Comunidade da Comunidade Francesa [1] ( Conselho de Heráldica e Vexilologia da Comunidade Francesa da Bélgica ) (1985 até o presente) - concede armas pessoais e municipais não nobres na Comunidade Francesa da Bélgica.

### Borgonha
- Toison d'Or, rei das armas (1430–83)

### Croácia
- Ministério da Administração Pública - Comissão para aprovar o brasão e as bandeiras das unidades locais de governo

A comissão lida apenas com heráldica e vexilologia municipais. É composto por cinco membros nomeados por um mandato de quatro anos pelo Ministro: jurista, heraldista, arquivista, historiador e artista visual.  Nos termos do artigo 10. Lei sobre as unidades autônomas locais, todos os brasões municipais devem ser fabricados e revestidos de acordo com as regras heráldicas.  Ministério emitirá armorial ( em croata:  grbovnica    ) ao município sob a forma de um livreto composto por 8 páginas. O Armorial é feito em três cópias, das quais uma é obtida por   : unidade do governo local, arquivos do Estado croata e Ministério da Administração Pública.

### República Checa
- Câmara dos Deputados do Parlamento da República Tcheca - Subcomissão de Heráldica e Vexilologia

O subcomitê lida apenas com heráldica e vexilologia municipais. As bolsas de armas aprovadas pelo comitê são assinadas pelo Presidente da Câmara dos Deputados. A República Tcheca não tem autoridade heráldica para armas pessoais.

### Dinamarca
- Statens Heraldiske Konsulent (Conselheiro Estadual de Heráldica) (1938–). O Arquivo Nacional da Dinamarca é o Conselheiro Estadual de Heráldica desde 1985. [4]

### Finlândia
- Heraldinen lautakunta (Conselho Heráldico), fundado em 1957, conhecido entre 1957 e 1988 como Heraldinen toimikunta (Comitê Heráldico). [5] Opera como parte dos Arquivos Nacionais da Finlândia . [6]

### França
- College d'armes (1407–1790)

### Geórgia
- Conselho Estadual de Heráldica (2008 - presente)

### Alemanha
Sacro Império Romano
- Reichsherold (Imperial Herald) (1520-? )

Baviera
- Reichsherold (Royal Herald) (1808–1920)

Prússia
- Oberheroldsamt (1706-1713) - lidava com armas nobres e municipais.
- Königlich Preussisches Heroldsamt (Escritório Real da Heráldica da Prússia) (1855–1920)

Saxônia
- Kommissariatt für Adelsangelegenheiten (Comissão de Assuntos Nobre) (1902–1920)

### Hungria
- Országos Községi Törzskönyvbizottság (Comitê Nacional de Registro Municipal) (1898–1949) [7]
- Képző és Iparművészeti Lektorátus (Leitorado de Artes Visuais e Aplicadas) (1970 a 1990)
- Nemzeti Címer Bizottság (Associação Nacional da Crista) (2016–) [8]

### Irlanda
- Escritório de Ulster (1552–1943), chefiado por Ulster King of Arms .
- O Gabinete Genealógico (1943–), liderado pelo Chief Herald da Irlanda e que faz parte da Biblioteca Nacional da Irlanda - concede armas pessoais, oficiais, municipais e corporativas.

### Itália
- Consulta Araldica (Conselho de Heráldica) (1869–1947)
- Oficial Cerimônia da Presidência do Conselho dos Ministros (desde 1947) [9]

### Letônia
- Comissão Estadual de Heráldica (1997–), que faz parte da Presidência - lida com armas oficiais e municipais. [10]

### Lituânia
- Comissão de Heráldica (1988–), [11] faz parte da Presidência - lida com armas oficiais e municipais.

### Luxemburgo
- Comissão Héraldique de l'Etat (Comissão Heráldica do Estado)

### Países Baixos
- Hoge Raad van Adel (Alto Conselho da Nobreza) (1815–18) - concede armas pessoais (somente para nobres) e armas oficiais, militares e municipais. Também fornece conselhos sobre os braços dos membros da família real.

### Noruega
- Ministério das Relações Exteriores - todas as questões relativas ao brasão de armas da Noruega (norueguês: Riksvåpenet = brasão de armas do reino)

### Polônia
- Komisja Heraldyczna (Comissão Heráldica)

### Portugal
- Cartório da Nobreza (Registro de Nobreza) (1521–1910) - autoridade heráldica do Reino de Portugal ;
- Instituto da Nobreza Portuguesa (2004-) - instituição privada detentora de títulos a pretendentes monárquicos sob a autoridade de Duarte Pio de Bragança ;

- Secção de Heráldica da Associação dos Arqueólogos Portugueses (Secção Heráldica da Associação dos Arqueólogos Portugueses) (1930 -) - autoridade heráldica para os municípios de Portugal ;
- Gabinete de Heráldica Corporativa (Gabinete de Heráldica Corporativa) (1930-1974) - autoridade heráldica para os braços corporativos;
- Gabinete de Heráldica do Exército (Gabinete de Heráldica do Exército) (1969 -) - autoridade heráldica do Exército Português ;
- Gabinete de Heráldica Naval (Gabinete de Heráldica Naval) (1972 -) - autoridade heráldica da Marinha Portuguesa ;
- Gabinete de Heráldica da Força Aérea (1977) - autoridade heráldica da Força Aérea Portuguesa ;
- Gabinete de Heráldica Autárquica (Serviço de Heráldica Municipal) (previsto em 1991, mas nunca criado) - autoridade heráldica para os municípios de Portugal. [12]

### Rússia
- Office of Heraldry (1722–1917), chefiado pelo Master Herald - concedeu armas pessoais, oficiais e municipais.
- Conselho Heráldico do Presidente da Federação Russa ou Serviço Estadual de Heráldica (1992–), chefiado pelo Master Herald e fazendo parte do Gabinete do Presidente.

### Eslováquia
- Comissão Heráldica
- Registro Heráldico da República Eslovaca (parte do Ministério do Interior) [13]

- Real Academia da História (Royal Academy of History). Para Astúrias, Cantábria, Castela – Mancha, Rioja e Ilhas Baleares.
- Conselho de Heráldica e Simbologia de Aragão (Conselho Consultivo de Heráldica e Simbologia de Aragão). Para Aragão.
- Sociedade de Estudos Vascos / Eusko Ikaskuntza (Sociedade de Estudos Bascos). Para o País Basco .
- Instituto de Estudos Canários. Para Ilhas Canárias .
- Cronistas de Armas de Castela e Leão (Recorders of Arms), fundada em 1496. Para províncias de Castela e Leão .
- Institut d'Estudis Catalans (Instituto de Estudos Catalães). Para a Catalunha .
- Comissão de Heráldica da Galiza (Comissão Galega de Heráldica). Para a Galiza .
- Real Academia Matricial de Heráldica e Genealogia (Academia Real Matritense de Heráldica e Genealogia), juntamente com a Real Academia de História, de Madri .
- Real Academia Alfonso X el Sabio (Academia Real Alfonso X, o Sábio). Pela região de Múrcia .
- Consell Tècnic d'Heràldica i Vexil·logia (Conselho Técnico de Heráldica e Vexilogia). Para a Comunidade Valenciana .

### Suécia
- Riksheraldiker (National Herald) (1734–1953)
- Statens Heraldiska Nämnd (Escritório Estadual de Heráldica) (1953–), chefiado por um State Herald, e fazendo parte dos Arquivos Reais. registrado no Escritório Sueco de Patentes e Registro ( Patent-och registreringsverket ou PRV ). Somente armas oficiais (armas reais e civis) são manuseadas. Burgher e armas comuns são menos rigorosamente controladas e podem ser reconhecidos pela publicação no Roll of Arms escandinavo anual.

### Reino Unido
Inglaterra e País de Gales
- O College of Arms (1484-), liderado pelo Garter Principal King of Arms, sob a jurisdição geral do Earl Marshal - concede armas pessoais, municipais e corporativas, também registra genealogias e genealogias.

Irlanda do Norte
- Até 1943, a Irlanda do Norte estava sob o escritório de Ulster; desde então, ele pertence ao College of Arms, parte da jurisdição do rei de armas de Norroy e Ulster, que também abrange os condados da Inglaterra e do País de Gales ao norte do rio Trent.

Escócia
- Tribunal do Lorde Lyon, chefiado pelo Lorde Lyon (c. 1399? -) - concede armas pessoais, municipais e corporativas; é ilegal portar armas na Escócia, a menos que tenham sido concedidas ou registradas pelo Lorde Lyon.

## África

### Quênia
- Faculdade de Armas do Quênia (1968–), chefiada por um Registrador e que faz parte do Gabinete do Procurador-Geral - concede e registra brasões pessoais, municipais e corporativos. Foi criado pelo College of Arms Act de 1968.

### África do Sul
- Departamento do Interior (1935–1959) - entre outros, registrou os braços de associações e instituições como "emblemas".
- As administrações provinciais (1949-1963 - entre outras, registraram os braços dos municípios em suas respectivas províncias).
- Departamento de Educação, Artes e Ciências (1959–1963 - entre outros, registrou os braços de associações e instituições como "emblemas".
- Bureau of Heraldry (1963–), liderado pelo National Herald (anteriormente State Herald) e que faz parte do Serviço Nacional de Arquivos e Registros - registra armas pessoais, oficiais, militares, municipais e corporativas. Juntamente com o Heraldry Council, ele faz parte do Serviço Nacional de Arquivos e Registros (anteriormente chamado de Serviço de Arquivos do Estado), que atualmente está sob a autoridade do Ministro de Artes e Cultura.

O Heraldry Act 1962, que governa o Bureau of Heraldry, não foi alterado para substituir "State herald" por "National Herald"  . Os anúncios no Diário do Governo da África do Sul ainda usam o "State Herald".

### Zâmbia
- Conselho de Controle de Cores (1958–) - registra, entre outros, os braços de associações e instituições, como "emblemas".

### Zimbábue
- Registrador de nomes, uniformes, crachás e representações heráldicas (1971–), que faz parte do Escritório de patentes - registra armas oficiais, municipais, corporativas e pessoais.

### Bunyoro-Kitara, Uganda
- Heraldry Society of Africa (2016–), formando um repositório de heráldica histórica e atual na submonarquia de Bunyoro-Kitara e em todo o continente africano, e como garantido no exterior.

## Ásia

### Azerbaijão
- Conselho Heráldico (2006–), que faz parte da Presidência.

### Geórgia
- Conselho Estadual de Heráldica do Parlamento da Geórgia (estabelecido em 2008)

- Comitê de Heráldica das Filipinas (1940-1972) - brasão, selos e outros símbolos do estado
- Comissão Histórica Nacional das Filipinas (1972–) - absorveu as responsabilidades do Comitê de Heráldica das Filipinas após a Lei de Reorganização de 1972. Aprovação final dos trabalhos exigidos do Gabinete do Presidente

## América do Norte

### Canadá
- A Canadian Heraldic Authority (1988–), chefiada pelo Chief Herald do Canadá e que faz parte da Casa do Governador Geral - concede armas pessoais, oficiais, militares, municipais e oficiais.

### Estados Unidos
- Carolina Herald era um arauto inglês responsável pela heráldica na Carolina nos tempos coloniais do início e meados do século XVIII.
- O Instituto de Heráldica do Exército dos Estados Unidos (1920–) - responsável pela heráldica militar, também fornece serviços heráldicos ao governo federal.

## Oceania

### Nova Zelândia
- O New Zealand Herald Extraordinary (1978–) na Casa do Governador Geral - representa o Colégio de Armas da Inglaterra.